# Izmáilovka (Krasnodar)
Izmáilovka (del ruso: Измайловка) es un seló del distrito de Josta de la unidad municipal de la ciudad-balneario de Sochi del krai de Krasnodar, en el sur de Rusia. Está situado en el curso alto del río Matsesta, 10 km al nordeste de Sochi y 170 km al sureste de Krasnodar. Tenía 1 290 habitantes en 2010.
Pertenece al ókrug rural Razdolski.

## Economía
Una de las principales empresas que trabaja en la localidad es Matsestinski chái, dedicada al cultivo de té.

## Lugares de interés
Al oeste de la localidad se hallan las cascadas del río Zmeika, afluente por la derecha del Matsesta.

## Servicios sociales
En la localidad hay una escuela y un punto de atención médica.